# PKC (기업)
피케이씨 주식회사(영어: PKC Co., Ltd.)는 대한민국의 무기화학제품과 솔비톨 기업이다.

## 논란
전대표와 임원이 회사 자금 약 229억원을 횡령·배임한 혐의로 구속기소되어 1심에서 징역 2년 6개월, 징역 1년에 집행유예 2년이 선고되었다. 김 전 대표는 2011년 4월부터 2023년 4월까지 회사 자금 169억원을 1천만원 미만 단위 현금으로 쪼개어 인출한 뒤 회사 업무와 관계 없는 가족의 신용카드대금, 증여세를 포함한 각종 세금, 보험료 납부 등에 사용한 혐의(특경법상 횡령)로 검찰에 의해 재판에 넘겨졌다.
2023년 전 대표이사를 횡령 등의 혐의로 구속영장을 청구하면서 상장 자격 유지에도 문제가 발생해 거래 정지 되었으나 2024년에 다시 재개되었다.

## 같이 보기
- 대상그룹